# Núr ad-Dín Mahmúd
Núr ad-Dín Abu l-Kászim Mahmúd ibn Zangi (neve arabul: نور الدين أبو القاسم محمود بن زنكي, tudományos átiratban: Nūr ad-Dīn Abū l-Qāsim ibn Zankī; 1118. – 1174. május 15.) zangida fejedelem, a dinasztiaalapító Imád ad-Dín Zangi fia, Szíria és Felső-Mezopotámia nagy részének fejedelme volt. Aleppóban 1146 szeptemberében, Damaszkuszban 1154 júniusában, Moszulban pedig 1171 januárjában jutott hatalomra, újra egyesítve apja birodalmát. Uralkodásának nagy része a keresztesek elleni harccal telt el.

## Hatalomra jutása

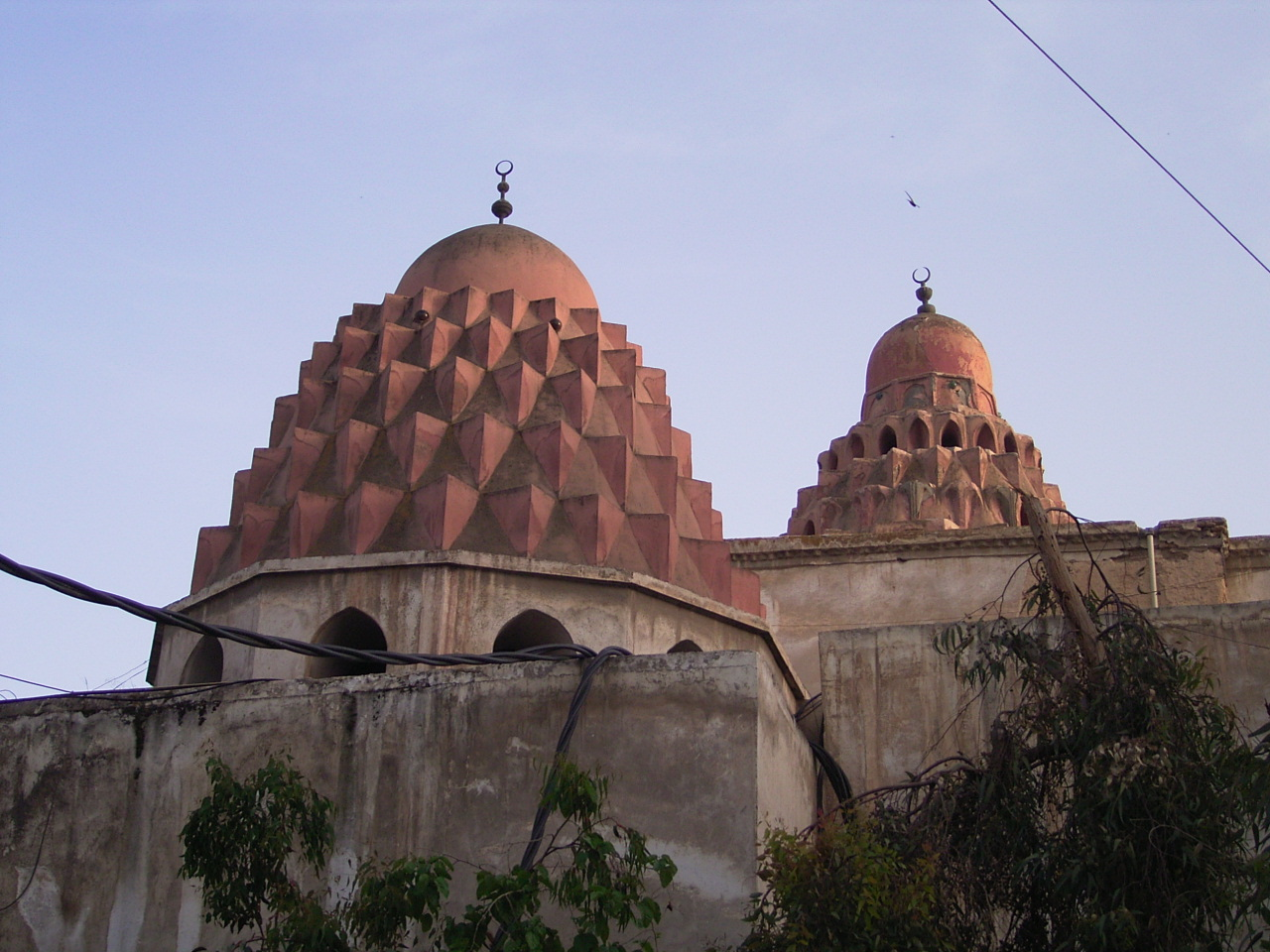
Núr ad-Dín kórháza Damaszkuszban.

Núr ad-Dín Imád ad-Dín Zangi aleppói és moszuli atabég (a Szeldzsuk-dinasztia fiatalkorú fejedelmei mellett uralkodó régens) második fia volt. Apját rendszerint elkísérte hadjárataira a keresztesek és a szíriai muszlim fejedelmek ellen.
Miután apját 1146-ban egy „frank” (azaz keresztesekkel érkezett) rabszolga meggyilkolta az eufráteszi Kalaat Dzsaabarnál, Mahmúd Aleppóba vonult apja egy bizalmasa, Aszad ad-Dín Sírkúh tanácsára. Aleppó és Hamá helytartói meghódoltak előtte, és sikeresen visszaverték Rajmund antiochiai fejedelem támadásait. A Zanki által 1144-ben elfoglalt Edessza javarészt örmény lakossága közben behívta II. Joscelint, a város korábbi grófját, ám Núr ad-Dín előbb érkezett, és az örmény lakosság jobbnak látta elmenekülni előle. Edessza ezzel szintén Mahmúd birtokába került. Bár Moszulban trónra kerülő fivére, Szajf ad-Dín Gázi eleinte ellenségesen viseltetett fivére önállósodása iránt, végül elfogadta annak nyugati uralmát, miután kalifai kinevezése alkalmából sietett elismerni a főségét.

## Uralkodása
Az emír megpróbált egy muszlim egységfrontot kiépíteni a keresztes államok ellen, ennek érdekében szövetséget kötött Damaszkusz tényleges urával, a búrida fejedelem helyett uralkodó Muín ad-Dín Unur régenssel, feleségül véve a lányát. A két szövetséges uralkodó 1147-ben elfoglalta Boszra és Szalhad várát Altíntás helytartótól, aki a keresztesek segítségével próbált meg függetlenné válni. 1148-ban III. Konrád német és VII. Lajos francia király a II. keresztes hadjárat keretén belül megtámadta Damaszkuszt. A damaszkuszi emír Núr ad-Díntól kért segítséget, aki útra is kelt seregével a város felmentésére, ám közeledésének híre is elég volt ahhoz, hogy az egységes vezetést nélkülöző keresztesek mindössze négy napi ostrom után visszavonultak a vár falai alól.
A keresztes vereséget Núr ad-Dín arra használta ki, hogy újabb hadjáratot indítson az Antiochiai Fejedelemség ellen. Megszállta az Orontész keleti partján fekvő területeket, a Harim várhoz tartozó területeket és elfoglalta Inab várát. Az antiochiai fejedelem, Poitiers-i Rajmund megkísérelte a város visszafoglalását, de az inabi csatában súlyos vereséget szenvedett, maga a fejedelem is elesett, akinek fejét Núr ad-Dín ajándékképpen a bagdadi kalifának elküldte. Ezután egészen a Földközi-tengerig nyomult előre, melyben megfürdött, szimbolikusan ezzel fejezve ki, hogy birtokba vette Szíria területét a tengerig . Antiochiát azonban nem foglalta el, megelégedett azzal, hogy az összes Orontész folyótól keletre levő területet uralma alá vonta, a város környékét pedig elpusztította. Ez a hadjárat viszont hozzájárult ahhoz, hogy rövid idő múlva a legyengült Antiochiai Fejedelemség maradék területe átmenetileg a Bizánci Birodalom befolyása alá került.
Núr ad-Dín a Rúmi szultánság uralkodójával – akinek veje volt – szövetkezve 1150-ben ismét legyőzte II. Joscelin edesszai grófot, aki fogságba esett. Núr ad-Dín megvakíttatta és Aleppo várába záratta, ahol 1159-ben meghalt. II. Rajmund tripoliszi gróf meggyilkolásának hírére megtámadta a Tripoliszi Grófságot is és elfoglalta Tartúsz várát.
1149-ben Núr ad-Dín testvére, Szaif moszuli emír meghalt, őt fiatalabbik testvére követte a trónon, de Núr ad-Dín nyomására elismerte őt a moszuli emírség fejének, így a két emírség ismét egy kézben egyesült. Ezt követően az emír elhatározta Damaszkusz meghódítását is. 1150-ben és egy évvel később is megostromolta a várat, de mind a kétszer kénytelen volt visszavonulni és megelégedni hatalmának a szóbeli elismerésével a város felett. Mudzsír ad-Dín damaszkuszi uralkodó azonban kevés sikerrel hadakozott a keresztesekkel szemben, sőt még évi adó fizetésére is kötelezte magát a békéért cserébe, így végül a város lakossága fordult ellene és Núr ad-Dínt hívta segítségül, aki félreállította a gyengekezű uralkodót és Homszba száműzte, a várost pedig beolvasztotta birodalmába, ezzel egy kézben egyesítve a teljes Szíriát.
1157-ben elfoglalta a Johannita Lovagrend kezén levő Banijaszt és seregeit a Jeruzsálemi Királyság ellen küldte, de megbetegedett, így a hadjáratot kénytelen volt félbehagyni, de hódításai biztosítékaként szövetséget kötött I. Manuél bizánci császárral II. Kilidzs Arszlán szeldzsuk szultán és a keresztes államok ellen egyaránt, cserébe szemet hunyt afelett, hogy Bizánc kiterjesztette befolyását Antiochiára. Az emír felépülése után két oldalról rátámadtak Kilidzs Arszlán vezette Rúmi Szultánságra. 1160-ban Núr ad-Dín egy jól sikerült rajtaütés során elfogta a rúmi szultánnal szövetséges Châtillon-i Rajnald antiochiai fejedelmet, akit Aleppó várába zárt be és 1176-ig fogságban tartotta. A sikeres hadjárat után elzarándokolt Mekkába, majd újabb támadásra készült Jeruzsálem ellen, de 1163-ban meghalt III. Balduin jeruzsálemi király és erre a hírre Núr ad-Dín felhagyott a támadás tervével. Türoszi Vilmos jeruzsálemi krónikás szerint a király iránti tisztelete miatt mondott le a királyság megtámadásáról, akit a következő szavakkal méltatott:"Több ilyen herceggel a világ nem rendelkezik manapság".
III. Balduin halála után az egyiptomi Fátimida Birodalom megtagadta az adófizetést a Jeruzsálemi Királyság számára, így az új király, Amalrik 1163-ban támadást indított az ország ellen, amely azonban súlyos belső konfliktusokkal is küszködött. Ezért Núr ad-Dín kénytelen volt a Fátimida Birodalom segítségére sietni, északon támadást indított a Tripoliszi őrgrófság ellen ostrom alá véve Krak de Chevaliers-t a johanniták várát hogy elvonja a jeruzsálemi sereg figyelmét Egyiptomról. Az ostrom sikertelen volt, viszont elérte célját és Jeruzsálemi Királyság felhagyott belső hatalmi harcokkal terhelt Egyiptom elleni további harcokkal. 
1164-ben Sávár Egyiptom hatalmi harcokban alulmaradt korábbi vezíre kért támogatást Núr ad-Díntől egyiptomi hatalmának helyreállításához. Az alku értelmében Egyiptomban Sávár hatalomra jutasa esetén elismerte volna Núr ad-Dín hatalmát és Egyiptom bevételének harmadrésze illette volna meg Núr ad-Dínt. Núr ad-Dín végül a támogatása mellett döntött és Sirkuht küldte egy hadsereggel Egyiptomba, míg ő a megmaradt csapataival elterelő támadást hajtott végre ostrom alá véve Bánjászt. Sirkuh sikerrel juttatta hatalomra Sávárt, legyőzve Dzirgamet, de Sávár az alkut felrúgva Amalrikhoz fordult támogatásért aki a seregével megjelent Egyiptomban ahol három hónapon át ostromolta az egyiptomi sereggel a Sirkuh seregét Bilbeiszben. Végül visszavonulásra kényszerítette Sirkuht és a szír seregét, ugyanakkor egyidejűleg az ő serege is távozott Egyiptomból, mivel Núr ad-Dín időközben Amalrik szövetségesének, az Antióchiai fejedelemségnek a várát, Harencet vette ostrom alá és augusztus 10-én megsemmisítő vereséget mért a keresztény szövetség (bizanci, örmény, antióchiai, tripoliszi) északi seregére. Ekkor ejti foglyul Boemund, Tripoliszi Rajmund és a magyar származású bizánci tábornok Konstantin Koloman is. 

Núr ad-Dín kurd származású hadvezére, Sirkuh javaslatára Núr ad-Dín 1167-ban ismételt inváziót hajtott végre Egyiptom ellen, de ezúttal is bevonult Amalrik Egyiptomba, megmentve ezzel Sávár hatalmát és megakadályozva Egyiptom meghódítását. Végül hónapokig tartó küzdelem után mindkét sereg kivonult Egyiptomból. A johanniták és Nevres grófjának Szentföldre érkezett kereszteseinek hatására 1168-ban ezúttal Amalrik indított támadást Egyiptom meghódítására. Sávár fia Núr ad-Dínt hívta be Egyiptomba Amalrik serege ellen. A két sereg ezúttal sem bírt egymással, de ezúttal a keresztény sereg kellett, hogy elsőként távozzon, mely lehetőséget adott Sirkuhnak államcsíny végrehajtására, mely sikerrel zárult 1169. január 18-án. Sávárt lefejeztette, ezzel Egyiptom Núr ad-Dín uralma alá került. Ez az uralom azonban ténylegesen csak rövid ideig állt fenn, mivel Sirkuh halála után unokatestvére Szaladin került hatalomra Egyiptomban, aki igyekezett megőrizni a látszatát annak, hogy továbbra is Núr ad-Dín nevében jár el. 
Egyiptom meghódítása után már nem kezdhetett nagyobb hadműveletbe, mert ismét megbetegedett, majd 1174. május 15-én Damaszkusz várában meghalt. Eredetileg itt is temették el, de később egy külön erre a célra felépített épületben helyezték el földi maradványait. Halála után birodalma súlyos válságba került, Amalrik jeruzsálemi király visszafoglalta Banijaszt. A birodalma több részre esett szét fia, rokonai, kormányzói, emírjei között. 